# 川古温泉
川古温泉（かわふるおんせん）は、群馬県利根郡みなかみ町にある温泉。

## 概要
その効能の高さから、「川古の土産はひとつ杖を捨て」という謳い文句が古くから言われている。現在でも湯治目的の客を受け入れており、宿泊客の7割が長期滞在の客である。

## 泉質
- 源泉名・川古温泉浜屋の湯[2]。カルシウム・ナトリウム - 硫酸塩泉[6]
  - 源泉温度39.9℃[7]
  - 湧出量毎分230L
  - 無色透明の源泉。掘削自噴[2]。完全かけ流し加温なし。

## 温泉街
赤谷川沿いに、一軒宿の「浜屋旅館」が存在する。1960年の火災で前建物は焼失し、1966年に再建された建物は鉄筋コンクリート造りであるが、湯治場としての雰囲気が強い。

## 歴史
江戸時代後期には湯が沸いているのが発見されており、かつては「茂倉の湯」、若しくは「ヌル湯」と呼ばれていた。温泉はもと赤谷部落の鎮守十二神の所有で、大正時代には湯小屋が一戸建てられ、尾崎喜八、高村光太郎（上州川古『さくさん』風景、1929年）、廣池千九郎も当地で湯治を行った記録が残る。かつては湯守がおり、村人や湯治客の世話をしていたが、昭和初年（ママ）に浜野旅館のオーナーが経営開始した。
1999年（平成11年）4月20日に法師温泉、湯宿温泉と共に国民保養温泉地に指定。

## アクセス
- 鉄道
  - 上越線水上駅よりタクシー約20分。
  - 上越線後閑駅より関越交通バス終点猿ヶ京下車、タクシー約15分。　
  - 上越新幹線上毛高原駅より関越交通バス終点猿ヶ京下車、タクシー約15分。
- 車
  - 関越自動車道月夜野インターチェンジから車で30分[12]。